# Park Narodowy Kozara

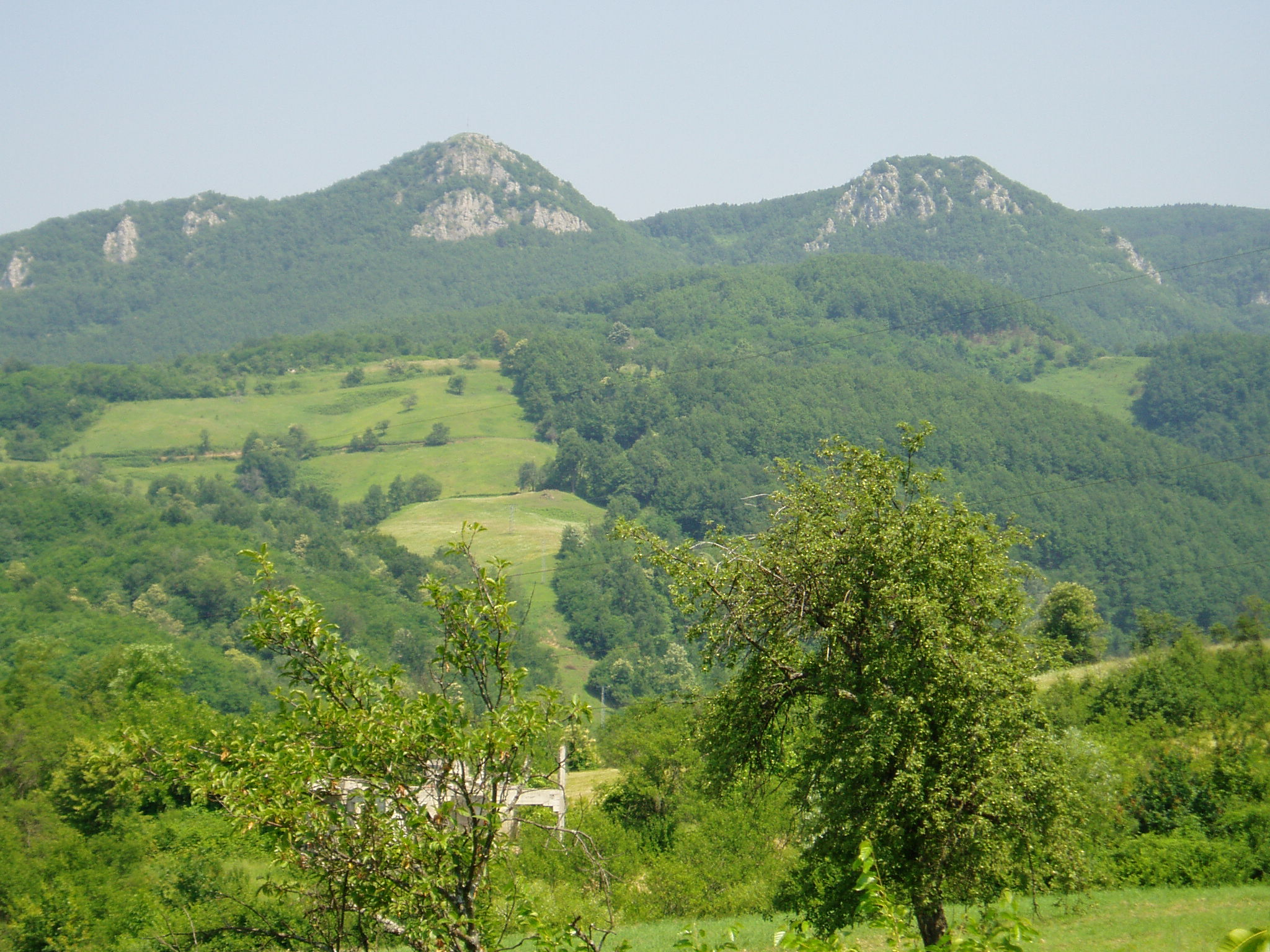
Widok na Kozarę

Park Narodowy Kozara (bośn. Nacionalni park Kozara) – park narodowy w Bośni i Hercegowinie, położony w obrębie pasma górskiego Kozara, ok. 20 km od Kozaraca koło Prijedoru. Obejmuje powierzchnię 3907 ha.
Kozara była miejscem walk wyzwoleńczych stoczonych przez partyzantów Tity podczas II wojny światowej. W 1957 roku lasy góry Kozara objęto ochroną w uznaniu ich historycznego znaczenia, a w 1967 roku przeksztalcono w park narodowy.